# Parellisina suluensis
Parellisina suluensis är en mossdjursart som beskrevs av Osburn 1949. Parellisina suluensis ingår i släktet Parellisina och familjen Calloporidae. Inga underarter finns listade i Catalogue of Life.